# Liste der Berge in Schottland
Diese Liste der Berge in Schottland führt nennenswerte Erhebungen, geordnet nach der absoluten Höhe auf. Aufgenommen sind die höchsten 20 Munros, höchste Erhebungen auf schottischen Inseln, prominente Hausberge, sowie anderweitig wissenschaftlich interessante Berge.
Die drei Hauptteile der Highlands (Grampian Mountains, Northwest Highlands und die vorgelagerten Inseln) sowie die Southern Uplands sind sehr genau definiert, während eine einheitliche und klare Aufteilung in weitere Untergruppen nicht existiert (vgl. Gliederung der Alpen). Die hier vorgenommene Aufteilung basiert auf der Munro-Liste der britischen Wanderwebsite www.walkhighlands.co.uk, die sich nicht an der vom Scottish Mountaineering Club (SMC) in der Nachfolge von Sir Hugh Munro gepflegten Liste der Munros orientiert, die Benennung bzw. Abgrenzung der Untergruppen zueinander kann daher in anderen Quellen unterschiedlich sein.
| Bild | Name                                    | Typ     | Höhe (m) | Scharten- höhe | Massiv/Gebirge                        | Besonderheit                                                                                             |
| ---- | --------------------------------------- | ------- | -------- | -------------- | ------------------------------------- | --- |
|      | Ben Nevis                               | Munro   | 1345     | 1345           | Ben Nevis Range (Grampian Mountains)  | Höchster Berg der Britischen Inseln                                                                      |
|      | Ben Macdui                              | Munro   | 1309     | 950            | Cairngorms                            | Höchster Berg der Cairngorms                                                                             |
|      | Braeriach                               | Munro   | 1296     | 490            | Cairngorms                            | |
|      | Cairn Toul                              | Munro   | 1291     | 166            | Cairngorms                            | |
|      | Sgòr an Lochain Uaine                   | Munro   | 1258     | 118            | Cairngorms                            | |
|      | Cairn Gorm                              | Munro   | 1244     | 145            | Cairngorms                            | |
|      | Aonach Beag                             | Munro   | 1234     | 404            | Ben Nevis Range                       | |
|      | Aonach Mòr                              | Munro   | 1221     | 134            | Ben Nevis Range                       | |
|      | Càrn Mòr Dearg                          | Munro   | 1220     | 165            | Ben Nevis Range                       | |
|      | Ben Lawers                              | Munro   | 1214     | 909            | Perthshire                            | Höchster Berg der südlichen Highlands                                                                    |
|      | Beinn a’ Bhùird                         | Munro   | 1197     | 456            | Cairngorms                            | |
|      | Càrn Eighe                              | Munro   | 1183     | 1148           | Loch Ness Range (Northwest Highlands) | Höchster Berg nördlich des Great Glen                                                                    |
|      | Beinn Mheadhoin                         | Munro   | 1182     | 254            | Cairngorms                            | |
|      | Mam Sodhail                             | Munro   | 1181     | 137            | Loch Ness Range                       | |
|      | Stob Choire Claurigh                    | Munro   | 1177     | 446            | Ben Nevis Range                       | |
|      | Ben More                                | Munro   | 1174     | 989            | Loch Lomond Range                     | |
|      | Ben Avon (Leabaidh an Daimh Bhuidhe)    | Munro   | 1171     | 197            | Cairngorms                            | |
|      | Stob Binnein                            | Munro   | 1165     | 303            | Loch Lomond Range                     | |
|      | Beinn Bhrotain                          | Munro   | 1157     | 258            | Cairngorms                            | |
|      | Derry Cairngorm                         | Munro   | 1155     | 141            | Cairngorms                            | |
|      | Lochnagar                               | Munro   | 1155     | 670            | Cairngorms                            | |
|      | Schiehallion                            | Munro   | 1083     | 718            | Perthshire                            | Im Jahr 1774 Schauplatz des Schiehallion-Experiments zur Bestimmung der mittleren Massendichte der Erde. |
|      | Buachaille Etive Mòr                    | Munro   | 1022     | 533            | Glen Coe                              | |
|      | Ladhar Bheinn                           | Munro   | 1020     | 795            | Knoydart                              | Westlichster Munro des schottischen Festlands                                                            |
|      | Beinn Eighe                             | Munro   | 1010     | 632            | Torridon                              | Älteste britische National Nature Reserve (seit 1951)                                                    |
|      | The Devil’s Point                       | Munro   | 1004     | 89             | Cairngorms                            | |
|      | Sgurr Alasdair                          | Munro   | 992      | 992            | Islands (Isle of Skye)                | Höchster Berg in Großbritannien außerhalb von Mainland Britain                                           |
|      | Sgurr Dearg (The Inaccessible Pinnacle) | Munro   | 986      | 182            | Islands (Isle of Skye)                | |
|      | Ben Lomond                              | Munro   | 974      | 819            | Loch Lomond Range                     | Südlichster aller Munros                                                                                 |
|      | Ben More                                | Munro   | 966      | 966            | Islands (Isle of Mull)                | Höchster Berg auf Mull, einziger Insel-Munro außerhalb von Skye                                          |
|      | Sgùrr na Banachdich                     | Munro   | 965      | 114            | Islands (Isle of Skye)                | Westlichster aller Munros                                                                                |
|      | Mount Keen                              | Munro   | 937      | 314            | Angus                                 | Östlichster aller Munros                                                                                 |
|      | Ben Hope                                | Munro   | 927      | 772            | Sutherland                            | Nördlichster aller Munros                                                                                |
|      | Ben Arthur (The Cobbler)                | Corbett | 884      | 256            | Arrochar Alps                         | |
|      | Ben Ledi                                | Corbett | 879      | 528            | Loch Lomond Range                     | |
|      | Goat Fell                               | Corbett | 874      | 874            | Islands (Isle of Arran)               | |
|      | Merrick                                 | Corbett | 843      | 705            | Dumfries and Galloway                 | Höchster Berg der Southern Uplands                                                                       |
|      | Ben Vrackie                             | Corbett | 841      | 380            | Grampian Mountains                    | Hausberg von Pitlochry und beliebter Aussichtsberg                                                       |
|      | Beinn an Òir                            | Corbett | 785      | 785            | Islands (Isle of Jura)                | |
|      | Ben Loyal                               | Corbett | 764      | 609            | Sutherland                            | |
|      | Suilven                                 | Graham  | 731      | 496            | Assynt                                | |
|      | Queensberry                             | Marilyn | 697      | 212            | Dumfriesshire                         | Höchste Erhebung der südlichen Lowther Hills.                                                            |
|      | Stac Pollaidh                           | Graham  | 613      | 438            | Ross-shire                            | Hausberg von Ullapool.                                                                                   |
|      | Bennachie                               | Marilyn | 528      | 316            | Aberdeenshire                         | |
|      | Arthur’s Seat                           | Marilyn | 251      | 186            | City of Edinburgh                     | Vulkanischen Ursprungs; Hausberg von Edinburgh                                                           |
|      | North Berwick Law                       | Marilyn | 187      | 167            | Lowlands (East Lothian)               | |
|      | Dundee Law                              | Marilyn | 174      |                | City of Dundee                        | Hausberg von Dundee                                                                                      |